# Omega Cancri
Omega Cancri (2 Cancri) é uma estrela na direção da constelação de Cancer. Possui uma ascensão reta de 08h 00m 55.86s e uma declinação de +25° 23′ 34.2″. Sua magnitude aparente é igual a 5.87. Considerando sua distância de 1124 anos-luz em relação à Terra, sua magnitude absoluta é igual a −1.82. Pertence à classe espectral G8III:.